# Быков, Пётр Федотович
Пётр Федо́тович Бы́ков (12 [25] января 1910, Царское Село, Санкт-Петербургская губерния — 1978, Ленинград) — советский футболист, нападающий.
Воспитанник команды ленинградского завода «Победа Коммунизма», выступал за команду Ижорского завода, на котором работал в цехе № 27 до и после Великой Отечественной войны В 1936—1941 годах играл за «Динамо» Ленинград, в чемпионате СССР провёл 77 игр, забил 24 мяча. В годы войны был в составе казанского «Динамо», С 1945 года играл за «Спартак» Ленинград, в 1946 году провёл один матч, был отчислен по ходу сезона. Выступал за сборную Ленинграда (1929, 1937, 1939). В 1947—1950 — тренер клубной команды ленинградского «Спартака».